# پرواز شماره ۱۴۹۲ آئروفلوت
پرواز شماره ۱۴۹۲ آئروفلوت (انگلیسی: Aeroflot Flight 1492) یک پرواز برنامه‌ریزی شده مسافربری داخلی از فرودگاه بین‌المللی شرمتیوو مسکو به مقصد فرودگاه مورمانسک در مورمانسک روسیه بود.
در تاریخ ۵ مه ۲۰۱۹ یک فروند هواپیمای سوخو سوپرجت ۱۰۰ با ۷۳ مسافر و پنج خدمه هنگام فرود اضطراری در فرودگاه مسکو آتش گرفت.
به نقل از اسپوتنیک روسیه به گفته خلبان این هواپیما حدود بیست دقیقه بعد از پرواز با برخورد صاعقه به بدنه تمام تمام سیستم رادیویی خود را از دست میدهد و با تلاش فراوان تنها میتواند اعلام پیام اضطراری کرده و به مسکو برگردد.هواپیما به سلامت به زمین میرسد اما در لحظه فرود ارابه آن جدا شده و دم هواپیما به زمین کشیده میشود و این اتفاق باعث اتش سوزی شده است.
زمانی که هواپیما از حرکت می ایستد مسافران به کمک سرسره بادی درب های جلویی از هواپیما خارج میشوند اما ۴۰ مسافر و یک خدمه بر اثر خفگی ناشی از دود غلیظ کشته شدند.
مجلس دومای روسیه خواستار توقف پروازهای این مدل هواپیما شد اما پروازهای این هواپیما ادامه پیدا کرد. در نهایت خطای خلبان و سرعت بیش از حد مجاز هواپیما به هنگام فرود علت این سانحه اعلام گردید.